# Самарийтетракадмий
Самарийтетракадмий — бинарное неорганическое соединение, интерметаллид
кадмия и самария
с формулой Cd4Sm,
кристаллы.

## Получение
- Сплавление стехиометрических количеств чистых веществ:

{\displaystyle {\mathsf {4Cd+Sm\ {\xrightarrow {798^{o}C}}\ Cd_{4}Sm}}}

## Физические свойства
Самарийтетракадмий образует кристаллы
кубической сингонии, пространственная группа I 43m, параметры ячейки a = 2,1693 нм, Z = 88,
структура типа октацинкпентамеди Cu5Zn8
.
Соединение конгруэнтно плавится при температуре 798 °C
.
В некоторых работах соединению приписывают состав Cd45Sm11
.